# Ланкастер (Охајо)
Ланкастер (енгл. Lancaster) град је у америчкој савезној држави Охајо.

## Демографија
По попису из 2010. године број становника је 38.780, што је 3.445 (9,7%) становника више него 2000. године.
| Група             | 2000.          | 2010.          |
| Белци             | 34.220 (96,8%) | 36.853 (95,0%) |
| Афроамериканци    | 214 (0,6%)     | 394 (1,0%)     |
| Азијати           | 166 (0,5%)     | 184 (0,5%)     |
| Хиспаноамериканци | 291 (0,8%)     | 631 (1,6%)     |
| Укупно            | 35.335         | 38.780         |